# Longny-au-Perche

Longny-au-Perche este o comună în departamentul Orne, Franța. În 1 ianuarie 2018 avea o populație de 1.393 de locuitori.